# The Survival of the Fittest
Pour plus de détails, voir Fiche technique et Distribution.
The Survival of the Fittest est un film muet américain sorti en 1911.

## Fiche technique
- Production : William Nicholas Selig
- Date de sortie : 
  - États-Unis : 13 février 1911

## Distribution
- Kathlyn Williams : Capria
- William V. Mong